# Liste de films français sortis dans les années 1970
Voici les films les plus notables du cinéma français sortis dans les années 1970. Certains peuvent déjà être considérés comme ayant marqué l'histoire du cinéma français.

## 1970
- L'Aveu de Costa-Gavras ; avec Yves Montand, Simone Signoret
- Le Boucher de Claude Chabrol ; avec Jean Yanne, Stéphane Audran
- Le Cercle rouge de Jean-Pierre Melville ; avec Alain Delon, Bourvil
- Ces messieurs de la gâchette de Raoul André ; avec Francis Blanche, Jean Poiret
- Les Choses de la vie de Claude Sautet ; avec Michel Piccoli, Romy Schneider
- Domicile conjugal de François Truffaut ; avec Jean-Pierre Léaud, Claude Jade
- L'Éden et après de Alain Robbe-Grillet ; avec Catherine Jourdan, Richard Leduc
- L'Étalon de Jean-Pierre Mocky ; avec Bourvil, Francis Blanche
- Le Genou de Claire de Éric Rohmer ; avec Jean-Claude Brialy, Laurence de Monaghan
- L'Homme orchestre de Serge Korber ; avec Louis de Funès
- Laisse aller... c'est une valse ! de Georges Lautner; avec Jean Yanne, Mireille Darc
- L'Ours et la Poupée de Michel Deville ; avec Jean-Pierre Cassel, Brigitte Bardot
- Peau d'Âne de Jacques Demy ; avec Catherine Deneuve, Jacques Perrin
- Le Pistonné de Claude Berri ; avec Guy Bedos, Yves Robert
- La Rupture de Claude Chabrol ; avec Stéphane Audran, Jean-Pierre Cassel
- Trop petit mon ami de Eddy Matalon ; avec Jane Birkin, Michael Dunn

## 1971
- L'Albatros de Jean-Pierre Mocky;  avec Jean-Pierre Mocky, Marion Game
- Les Assassins de l'ordre de Marcel Carné;  avec Jacques Brel, Catherine Rouvel
- Le Bateau sur l'herbe de Gérard Brach;  avec Claude Jade, Jean-Pierre Cassel
- Le Casse de Henri Verneuil;  avec Jean-Paul Belmondo, Dyan Cannon
- Le Cinéma de papa de Claude Berri;  avec Alain Cohen, Yves Robert
- La Décade prodigieuse de Claude Chabrol;  avec Anthony Perkins, Marlène Jobert
- Les Deux Anglaises et le Continent de François Truffaut;  avec Jean-Pierre Léaud
- La Folie des grandeurs de Gérard Oury;  avec Louis de Funès, Yves Montand
- Il était une fois un flic de Georges Lautner;  avec Michel Constantin, Mireille Darc
- Juste avant la nuit de Claude Chabrol;  avec Stéphane Audran, Michel Bouquet
- La Maison sous les arbres de René Clément;  avec Faye Dunaway, Maurice Ronet
- Les Mariés de l'an II de Jean-Paul Rappeneau;  avec Jean-Paul Belmondo, Marlène Jobert
- Max et les Ferrailleurs de Claude Sautet;  avec Michel Piccoli, Romy Schneider
- Raphaël ou le Débauché de Michel Deville;  avec Maurice Ronet, Françoise Fabian
- Le Sauveur de Michel Mardore;  avec Horst Buchholz, Muriel Catala
- Le Souffle au cœur de Louis Malle;  avec Benoît Ferreux, Lea Massari
- Trafic de Jacques Tati;  avec Jacques Tati
- La Veuve Couderc de Pierre Granier-Deferre;  avec Signoret, Delon

## 1972
- L'aventure c'est l'aventure de Claude Lelouch;  avec Lino Ventura, Jacques Brel, Charles Denner
- César et Rosalie de Claude Sautet;  avec Romy Schneider, Yves Montand, Sami Frey
- Le Charme discret de la bourgeoisie de Luis Buñuel;  avec Fernando Rey,  Stéphane Audran, Delphine Seyrig
- La Course du lièvre à travers les champs de René Clément;  avec Jean-Louis Trintignant, Robert Ryan
- Docteur Popaul de Claude Chabrol;  avec Jean-Paul Belmondo, Mia Farrow, Laura Antonelli
- Faustine et le bel été de Nina Companeez;  avec  Muriel Catala, Georges Marchal, Jacques Weber
- Les Feux de la Chandeleur de Serge Korber;  avec Annie Girardot, Claude Jade, Jean Rochefort
- Le Grand Blond avec une chaussure noire de Yves Robert;  avec Pierre Richard, Mireille Darc
- Les Petits Enfants d'Attila de Jean-Pierre Bastid;  avec Féodor Atkine, Jacques Chailleux
- Nous ne vieillirons pas ensemble de Maurice Pialat;  avec Marlène Jobert, Jean Yanne
- Quelques messieurs trop tranquilles de Georges Lautner;  avec Bruno Pradal, Dani, Renée Saint-Cyr
- Sex-shop de Claude Berri;  avec Claude Berri, Jean-Pierre Marielle, Juliet Berto, Claude Piéplu
- Tout va bien de Jean-Luc Godard et Jean-Pierre Gorin;  avec Jane Fonda, Yves Montand, Anne Wiazemsky
- Un flic de Jean-Pierre Melville;  avec Alain Delon, Richard Crenna, Catherine Deneuve
- Une belle fille comme moi de François Truffaut;  avec Bernadette Lafont, André Dussollier, Charles Denner

## 1973
- L'An 01 de Jacques Doillon, Gébé, Alain Resnais et Jean Rouch;  avec Josiane Balasko
- Les Aventures de Rabbi Jacob de Gérard Oury;  avec Louis de Funès, Claude Giraud
- L'Événement le plus important depuis que l'homme a marché sur la Lune de  Jacques Demy;  avec Marcello Mastroianni, Catherine Deneuve
- La Femme en bleu de Michel Deville;  avec Michel Piccoli, Lea Massari
- Le Grand Bazar de Claude Zidi;  avec Les Charlots, Michel Galabru
- La Grande Bouffe de Marco Ferreri;  avec Marcello Mastroianni, Michel Piccoli
- La Fête à Jules de Benoît Lamy;  avec Claude Jade, Jacques Perrin
- La Maman et la Putain de Jean Eustache;  avec Jean-Pierre Léaud, Bernadette Lafont, Françoise Lebrun
- Le Mariage à la mode de Michel Mardore;  avec Yves Beneyton, Catherine Jourdan
- Les Noces rouges de Claude Chabrol;  avec Stéphane Audran, Michel Piccoli, Claude Piéplu
- La Nuit américaine de François Truffaut;  avec Jacqueline Bisset, Jean-Pierre Léaud
- Prêtres interdits de Denys de La Patellière;  avec Robert Hossein, Claude Jade, Claude Piéplu
- Le Serpent de Henri Verneuil;  avec Yul Brynner, Henry Fonda, Philippe Noiret
- La Valise de Georges Lautner;  avec Jean-Pierre Marielle, Michel Constantin, Mireille Darc
- Le Train de Pierre Granier-Deferre ; avec Jean-Louis Trintignant et Romy Schneider
- Le Sourire Vertical de Robert Lapoujade, avec Françoise Brion, François Perrot, Pierre Mocky

## 1974
- Les Bidasses s'en vont en guerre de Claude Zidi;  avec Les Charlots
- Bons baisers... à lundi de Michel Audiard;  avec Bernard Blier, Jean Carmet, Maria Pacôme
- Céline et Julie vont en bateau de Jacques Rivette;  avec Juliet Berto, Dominique Labourier, Bulle Ogier
- Les Doigts dans la tête de Jacques Doillon;  avec Olivier Bousquet
- Le Fantôme de la liberté de Luis Buñuel;  avec Paul Frankeur
- Les Gaspards de Pierre Tchernia;  avec Michel Serrault, Philippe Noiret, Chantal Goya
- La Gifle de Claude Pinoteau;  avec Lino Ventura, Isabelle Adjani, Annie Girardot
- La Gueule ouverte de Maurice Pialat, avec Hubert Deschamps, Monique Mélinand
- Le Hasard et la Violence de Philippe Labro;  avec Yves Montand, Katharine Ross, Jean-Claude Dauphin
- L'Horloger de Saint-Paul de Bertrand Tavernier;  avec Philippe Noiret, Jean Rochefort
- Lacombe Lucien de Louis Malle;  avec Pierre Blaise, Aurore Clément, Therese Giehse
- Lancelot du Lac de Robert Bresson;  avec Humbert Balsan, Luc Simon
- La Merveilleuse Visite de Marcel Carné;  avec Gilles Kohler, Roland Lesaffre, Lucien Barjon
- La moutarde me monte au nez de Claude Zidi;  avec Pierre Richard, Jane Birkin, Claude Piéplu
- Le Mouton enragé de Michel Deville;  avec Jean-Louis Trintignant, Jean-Pierre Cassel, Romy Schneider, Jane Birkin
- Nada de Claude Chabrol;  avec Fabio Testi, Maurice Garrel, Michel Duchaussoy
- L'Ombre d'une chance de Jean-Pierre Mocky;  avec Jean-Pierre Mocky, Robert Benoît, Jenny Arasse
- Les Seins de glace de Georges Lautner;  avec Claude Brasseur, Alain Delon, Mireille Darc,
- Stavisky d'Alain Resnais;  avec Jean-Paul Belmondo, Anny Duperey, François Périer
- Un linceul n'a pas de poches de Jean-Pierre Mocky;  avec Jean-Pierre Mocky, Myriam Mézières
- Les Valseuses de Bertrand Blier;  avec Gérard Depardieu, Patrick Dewaere, Miou-Miou, Jeanne Moreau
- Vincent, François, Paul... et les autres de Claude Sautet;  avec Yves Montand, Michel Piccoli, Serge Reggiani

## 1975
- Adieu poulet  de Pierre Granier-Deferre ; avec Lino Ventura, Patrick Dewaere, Victor Lanoux, Julien Guiomar
- La Baby-Sitter de René Clément;  avec Maria Schneider, Sydne Rome, Vic Morrow
- Black Moon de Louis Malle;  avec Cathryn Harrison, Therese Giehse, Joe Dallesandro
- Ce cher Victor de Robin Davis ; avec Bernard Blier, Jacques Dufilho, Alida Valli, Jacqueline Doyen
- C'est pas parce qu'on a rien à dire qu'il faut fermer sa gueule de Jacques Besnard;  avec bernard Blier
- La Chair de l'orchidée de Patrice Chéreau;  avec Charlotte Rampling, Bruno Cremer, Edwige Feuillère, Signoret
- Chobizenesse de Jean Yanne;  avec Yanne, Robert Hirsch, Catherine Rouvel, Georges Beller, Denise Gence
- La Course à l'échalote de Claude Zidi ; avec Pierre Richard, Jane Birkin, Michel Aumont, Amadeus August
- Cousin, Cousine de Jean-Charles Tacchella;  avec Victor Lanoux, Marie-Christine Barrault, Guy Marchand, Marie-France Pisier
- Dupont Lajoie de Yves Boisset ; avec Jean Carmet, Pierre Tornade, Ginette Garcin, Victor Lanoux, Pascale Roberts
- Les Galettes de Pont-Aven de Joël Séria;  avec Jean-Pierre Marielle, Bernard Fresson, Jeanne Goupil, Andréa Ferréol
- L'Histoire d'Adèle H. de François Truffaut;  avec Isabelle Adjani, Bruce Robinson
- L'Ibis rouge de Jean-Pierre Mocky;  avec Michel Serrault, Jean Le Poulain, Michel Simon, Evelyne Buyle
- Il pleut toujours où c'est mouillé de Jean-Daniel Simon;  avec Sylvie Fennec, Jean Le Mouël, Richard Bohringer
- L'important c'est d'aimer de Andrzej Zulawski;  avec Romy Schneider, Jacques Dutronc, Fabio Testi,Claude Dauphin
- Les Innocents aux mains sales de Claude Chabrol;  avec Romy Schneider, Rod Steiger, Paolo Giusti, Jean Rochefort
- Le Jeu avec le feu d'Alain Robbe-Grillet;  avec Jean-Louis Trintignant, Philippe Noiret, Anicée Alvina, Philippe Ogouz
- Le Mâle du siècle de Claude Berri;  avec Juliet Berto, Claude Berri, Hubert Deschamps, Yves Afonso
- Le malin plaisir de Bernard Toublanc-Michel;  avec Jacques Weber, Claude Jade, Anny Duperey, Mary Marquet
- Pas de problème ! de Georges Lautner;  avec Miou-Miou, Jean Lefebvre, Bernard Menez, Henri Guybet, Anny Duperey
- Paulina s'en va de André Téchiné;  avec Bulle Ogier, Yves Beneyton, Michèle Moretti, André Julien, Marie-France Pisier
- Peur sur la ville de Henri Verneuil;  avec Jean-Paul Belmondo, Adalberto Maria Merli, Charles Denner, Jean Martin
- Que la fête commence de Bertrand Tavernier;  avec Philippe Noiret, Jean Rochefort, Jean-Pierre Marielle, Marina Vlady
- Le Sauvage de Jean-Paul Rappeneau;  avec Yves Montand, Catherine Deneuve, Luigi Vannucchi
- Souvenirs d'en France de André Téchiné;  avec Jeanne Moreau, Michel Auclair, Claude Mann, Marie-France Pisier
- Trop c'est trop de Didier Kaminka;  avec Kaminka, Georges Beller, Philippe Ogouz, Claude Jade, Chantal Goya
- Le Vieux Fusil de Robert Enrico;  avec Philippe Noiret, Romy Schneider, Madeleine Ozeray, Jean Bouise
- Une partie de plaisir de Claude Chabrol;  avec Paul Gégauff, Danièle Gégauff, Cécile Vassort, Pierre Santini

## 1976
- L'Aile ou la Cuisse de Claude Zidi;  avec Louis de Funès, Coluche
- L'Argent de poche de François Truffaut;  avec Jean-François Stévenin, Virginie Thévenet
- L'Assassin musicien de Benoît Jacquot; avec Anna Karina, Joël Bion
- Barocco de André Téchiné; avec Gérard Depardieu, Isabelle Adjani
- Calmos de Bertrand Blier;  avec Jean-Pierre Marielle, Jean Rochefort
- Le Choix de Jacques Faber;  avec Claude Jade, Gilles Kohler
- Le Collectionneur de cerveaux; de Michel Subiela, avec Claude Jade, François Dunoyer
- Le Corps de mon ennemi de Henri Verneuil;  avec Jean-Paul Belmondo, Bernard Blier
- Folies bourgeoises de Claude Chabrol;  avec Bruce Dern, Stéphane Audran
- Le Jouet de Francis Veber;  avec Pierre Richard, Michel Bouquet
- Le Juge et l'Assassin de Bertrand Tavernier; avec Philippe Noiret, Michel Galabru
- Le Locataire de Roman Polanski; avec Roman Polanski, Isabelle Adjani
- Mado de Claude Sautet; avec Michel Piccoli, Ottavia Piccolo
- Les Magiciens de Claude Chabrol;  avec Franco Nero, Stefania Sandrelli
- La Marquise d'O... de Éric Rohmer; avec Edith Clever, Bruno Ganz
- La Meilleure Façon de marcher de Claude Miller; avec Patrick Dewaere, Patrick Bouchitey
- Les Naufragés de l'île de la Tortue de Jacques Rozier; avec Pierre Richard, Maurice Risch
- On aura tout vu de Georges Lautner; avec Pierre Richard, Jean-Pierre Marielle
- Police Python 357 de Alain Corneau avec Yves Montand, Simone Signoret, François Perrier
- La Première Fois de Claude Berri; avec Alain Cohen, Charles Denner
- Une vraie jeune fille de Catherine Breillat; avec Marie-Hélène Breillat, Charlotte Alexandra
- Les vécés étaient fermés de l'intérieur de Patrice Leconte; avec Jean Rochefort, Coluche
- La Victoire en chantant de Jean-Jacques Annaud; avec Jean Carmet, Jacques Dufilho

## 1977
- Alice ou la Dernière Fugue de Claude Chabrol;  avec Sylvia Kristel, Charles Vanel, Bernard Rousselet, André Dussollier
- L'Animal de Claude Zidi;  avec Jean-Paul Belmondo, Raquel Welch, Julien Guiomar
- L'Apprenti salaud de Michel Deville;  avec Robert Lamoureux, Christine Dejoux, Georges Wilson
- Caresses bourgeoises d'Eriprando Visconti;  avec Claude Jade, Marc Porel, Carole Chauvet
- Cet obscur objet du désir de Luis Buñuel;  avec: Fernando Rey, Carole Bouquet, Angela Molina,
- La Dentellière de Claude Goretta;  avec Isabelle Huppert, Yves Beneyton, Florence Giorgetti
- La Dernière femme de Marco Ferreri;  avec Gérard Depardieu, Ornella Muti, Michel Piccoli
- Des enfants gâtés de Bertrand Tavernier;  avec Michel Piccoli, Christine Pascal, Michel Aumont
- Le Diable probablement de Robert Bresson;  avec Antoine Monnier, Tina Irissari, Laetitia Carcano
- Dites-lui que je l'aime de Claude Miller;  avec Gérard Depardieu, Miou-Miou, Dominique Laffin
- Les Enfants du placard de Benoît Jacquot;  avec Brigitte Fossey, Lou Castel, Jean Sorel
- Gloria de Claude Autant-Lara;  avec Valérie Jeannet, Sophie Grimaldi, Nicole Maurey
- L'Homme qui aimait les femmes de François Truffaut;  avec Charles Denner, Brigitte Fossey, Geneviève Fontanel
- Le Juge Fayard dit Le Sheriff d'Yves Boisset;  avec Patrick Dewaere, Aurore Clément, Michel Auclair
- Moi, fleur bleue de Éric Le Hung;  avec Jodie Foster, Jean Yanne, Bernard Giraudeau
- Mort d'un pourri de Georges Lautner;  avec Alain Delon, Ornella Muti, Stéphane Audran
- Pourquoi pas ! de Coline Serreau;  avec Sami Frey, Mario Gonzalez, Christine Murillo, Nicole Jamet
- Providence d'Alain Resnais;  avec Dirk Bogarde, John Gielgud, Ellen Burstyn, David Warner
- La Question de Laurent Heynemann;  avec Jacques Denis, Nicole Garcia, Jean-Pierre Sentier
- Le Roi des bricoleurs de Jean-Pierre Mocky;  avec Sim, Michel Serrault, Pierre Bolo, Paulette Frantz
- La Septième Compagnie au clair de lune de Robert Lamoureux;  avec Jean Lefebvre, Pierre Mondy, Henri Guybet
- Un moment d'égarement de Claude Berri;  avec Jean-Pierre Marielle, Victor Lanoux, Christine Dejoux

## 1978
- Les Bronzés de Patrice Leconte; avec Michel Blanc, Marie-Anne Chazel
- La Cage aux folles de Édouard Molinaro; avec Michel Serrault, Ugo Tognazzi
- La Carapate de Gérard Oury; avec Pierre Richard, Victor Lanoux
- La Chambre verte de François Truffaut; avec François Truffaut, Nathalie Baye
- Comment ça va de  Jean-Luc Godard et Anne-Marie Miéville; avec Anne-Marie Miéville, Michel Marot
- Le Dossier 51 de Michel Deville; avec François Marthouret, Roger Planchon
- Ils sont fous ces sorciers de Georges Lautner; avec Jean Lefebvre, Henri Guybet
- Judith Therpauve de Patrice Chéreau; avec Simone Signoret, Philippe Léotard
- Les Liens de sang de Claude Chabrol; avec Donald Sutherland, Aude Landry
- L'Ordre et la sécurité du monde de Claude d'Anna; avec Bruno Cremer, Gabriele Ferzetti
- Nous étions un seul homme de Philippe Vallois; avec Piotr Stanislas, Serge Avédikian
- Perceval le Gallois de Éric Rohmer; avec Fabrice Luchini, André Dussollier
- Les Petits Câlins de Jean-Marie Poiré; avec Dominique Laffin, Roger Miremont
- Le Pion de Christian Gion; avec Henri Guybet, Claude Jade
- Préparez vos mouchoirs de Bertrand Blier; avec Gérard Depardieu, Patrick Dewaere
- Le Témoin de Jean-Pierre Mocky; avec Philippe Noiret, Alberto Sordi
- Une histoire simple de Claude Sautet; avec Romy Schneider, Bruno Cremer
- Va voir maman, papa travaille de François Leterrier; avec Marlène Jobert, Philippe Léotard
- Violette Nozière de Claude Chabrol; avec Isabelle Huppert, Stéphane Audran
- La Zizanie de Claude Zidi; avec Louis de Funès, Annie Girardot

## 1979
- L'amour en fuite de François Truffaut; avec: Jean-Pierre Léaud, Claude Jade, Marie-France Pisier
- Buffet froid de Bertrand Blier; avec Gérard Depardieu, Bernard Blier, Jean Carmet
- Clair de femme de Costa-Gavras; avec: Yves Montand, Romy Schneider, Heinz Bennent
- Le Coup de sirocco d'Alexandre Arcady; avec: Roger Hanin, Marthe Villalonga, Michel Auclair
- Coup de tête de Jean-Jacques Annaud; avec: Patrick Dewaere, France Dougnac, Jean Bouise
- La Femme qui pleure de Jacques Doillon; avec: Dominique Laffin, Haydée Politoff, Jacques Doillon
- Flic ou Voyou de Georges Lautner; avec: Jean-Paul Belmondo, Georges Géret, Marie Laforêt
- Fou comme François de Gérard Chouchan; avec Michel Creton, Claude Jade, Reine Courtois
- Le Gendarme et les Extra-terrestres de Jean Girault; avec Louis de Funès, Michel Galabru, Guy Grosso
- La Guerre des polices de Robin Davis; avec Claude Brasseur, Claude Rich, Marlène Jobert
- I... comme Icare de Henri Verneuil; avec Yves Montand, Michel Albertini, Georges Beller
- Lady Oscar de Jacques Demy; avec: Catriona MacColl, Barry Stokes, Christine Böhm
- Le Piège à cons de Jean-Pierre Mocky; avec Jean-Pierre Mocky, Catherine Leprince, Jacques Legras
- Série noire d'Alain Corneau; avec: Patrick Dewaere, Myriam Boyer, Marie Trintignant
- Les Sœurs Brontë de André Téchiné; avec Isabelle Huppert, Isabelle Adjani, Marie-France Pisier
- Tapage nocturne de Catherine Breillat; avec: Dominique Laffin, Bertrand Bonvoisin, Joe Dallesandro
- Tess de Roman Polanski; avec: Nastassja Kinski, Peter Firth, Leigh Lawson